# Cicha (demon)
Cicha (postępująca po cichu, milczkiem, bez hałasu, bez zgiełku, po kryjomu, ukradkiem, znienacka) – uosobienie moru dziecięcego, demon o postaci małej dziewczynki zabijający ludzi, szczególnie dzieci, bez ostrzeżenia i raptownie.
Przemierzała świat pod postacią małej, młodej dziewczynki o kruczoczarnych włosach, śniadej cerze i wielkich, wyłupiastych oczach. Nosiła białą szatę. We włosach miała wianek z maku a warkocz obwijała krwawą chustą. Którędy przeszła, usychały rośliny, milkły ptaki i owady, a w powietrzu unosił się trupi zapach. Na cmentarzach odgrzebywała stare mogiły, wyciągała kości i ponownie chowała. Trzymała w ręku czarny, stalowy pręt/rózgę, którym dotykała dzieci, powodując ich rychłą śmierć.